# Chrysodeixis dalei
Chrysodeixis dalei là một loài bướm đêm trong họ Noctuidae.